# ورزشگاه المرخیه
ورزشگاه المرخیه (به عربی: ملعب المرخیة) یک ورزشگاه در قطر است که در دوحه واقع شده‌است.